# Milchweiße Planarie

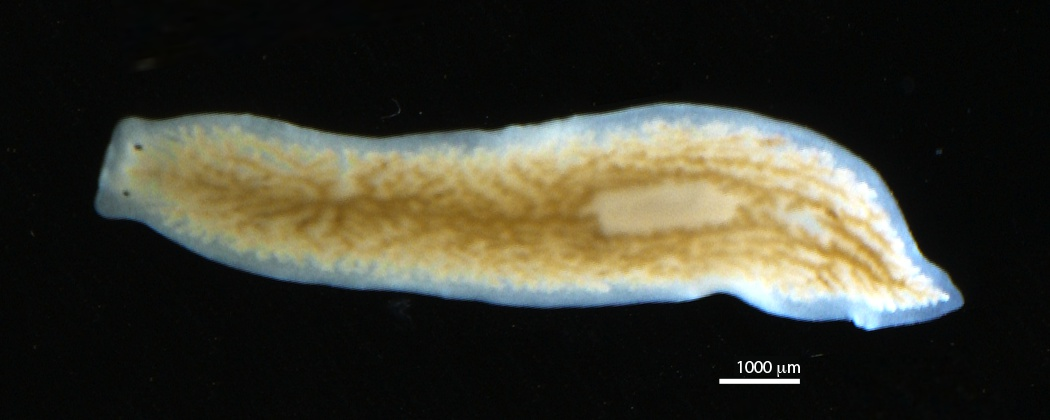
Ein durchscheinendes Exemplar

Die Milchweiße Planarie (Dendrocoelum lacteum, Syn. Dendrocoelum lactea) ist eine Art der Strudelwürmer, die in Europa beheimatet und sowohl fließende als auch stehende Gewässer bewohnt.

## Merkmale
Die Körperlänge beträgt etwa 12–25, maximal 30 mm, die Körperbreite 5–6 mm. Die Art ist weiß bis gelblichweiß gefärbt, häufig mit einem rötlichbraun bis schwärzlich durchscheinenden Darmsystem und kurzen Seitenlappen am breit abgestutzten Kopfende, auf denen zwei kleine, schwarze Augen sitzen. Je nach aufgenommener Nahrung können Teile des Körpers leicht von der weißlichen Grundfarbe abweichen. An der Kopfunterseite befindet sich das ausstülpbare Saugorgan. Die Körperränder sind sichtbar gewellt. Der Körper ist mit sehr feinen Wimpern überzogen. Aufgrund ihrer Färbung ist die Art mit keiner anderen heimischen Planarie zu verwechseln.

## Verbreitung und Lebensraum
Das Verbreitungsgebiet der Art liegt vor allem in Mittel- und Nordeuropa. Bekannt ist sie aus Großbritannien, den Niederlanden, Belgien, Luxemburg, Deutschland, dem Osten Frankreichs, Polen, Dänemark, Schweden, Norwegen und Finnland. Darüber hinaus lebt sie vermutlich auch in weiteren angrenzenden Ländern.
Die Art lebt in wärmeren stehenden oder fließenden Gewässern, meist unter Steinen oder zwischen Pflanzen am Gewässerrand, da sie lichtscheu ist. Die Fließgeschwindigkeit spielt dabei keine Rolle, auch die Menge an Pflanzenbewuchs scheint unwichtig zu sein. Sie ist sehr euryök und verträgt notfalls auch Brackwasser. Die Art gilt als Indikator für organisch belastetes Wasser.

## Lebensweise
Die Art gleitet auf der Suche nach Nahrung mit der Bauchsohle über die Unterwasserstrukturen. Beutetiere, wie kleine Wirbellose, aber auch Aas, werden mit Hilfe von Geruchsorganen aufgespürt, mit Schleim umhüllt und dann extraintestinal verdaut und dann aufgesaugt. Der Schleim wird dabei von länglichen Sekretkörpern (Rhabditen) in der Haut produziert. Wie andere Strudelwürmer auch, kann die Milchweiße Planarie lange ohne Nahrung auskommen. Als Hauptnahrung wurden Wasserasseln identifiziert, aber auch Flohkrebse scheinen eine häufige Nahrung zu sein. Das Vorkommen von Wasserasseln scheint sehr wichtig für das Vorkommen der Art zu sein. Im Gegensatz zu anderen heimischen Süßwasserplanarien ernährt sich die Art nicht von Wasserschnecken und konkurriert somit wenig mit den anderen Arten, weshalb sie häufig gemeinsam vorkommen können. Die Milchweiße Planarie ist ein Hermaphrodit, der Eikokon gelangt durch Aufplatzen der Körperhaut der Mutter ins Freie. Aus den Eiern schlüpfen voll entwickelte Jungtiere. Bemerkenswert ist auch die Reproduktionsfähigkeit der Art. Sie kann sich auch aus kleinen Teilen ihres Körpers wieder vollständig regenerieren. Dendrocoelum lacteum kann mehrere Jahre alt werden.

## Taxonomie
Die Art wurde 1773 von Otto Friedrich Müller unter dem Namen Fasciola lactea erstbeschrieben. Weitere Synonyme der Art lauten Dendrocoelum alba Linnaeus, 1758 oder Eudendrocoelum lacteum (O.F.Müller, 1773). Manchmal wird die Art auch als Planaria lactea bezeichnet.

### Unterarten
Die Art gliedert sich in folgende sechs Unterarten:
- Dendrocoelum lacteum bathycola (Steinmann, 1909)
- Dendrocoelum lacteum crenata (O.F.Müller, 1773)
- Dendrocoelum lacteum croceum (Baer, 1827)
- Dendrocoelum lacteum lactea (O.F.Müller, 1773)
- Dendrocoelum lacteum simplex Perkins, 1928
- Dendrocoelum lacteum verbanense Benazzi, 1945

### Weitere Arten
Weitere bekannte Arten der Planarien aus Europa beinhalten den Dreieckstrudelwurm bzw. die Bachplanarie (Dugesia gonocephala), den Alpenstrudelwurm (Crenobia alpina), Ijimia felina, Planaria torva, Dugesia tigrina oder Mesostoma ehrenbergi. Letztere gehört jedoch nicht zu den Seriata.